# Michael J. Fox
Michael Andrew Fox (Edmonton, 9 de junio de 1961), conocido artísticamente como Michael J. Fox, es un actor canadoestadounidense retirado.  Su carrera en el cine y la televisión comenzó a finales de los años setenta. Entre sus papeles se destacan Marty McFly en la trilogía de Back to the Future (1985-1990); Alex Keaton en Family Ties (1982-1989), por la cual ganó tres premios Emmy y un Globo de Oro, y Mike Flaherty en Spin City (1996-2000), por la cual ganó un Emmy, dos Globos de Oro y dos SAG, En 2022 recibió el Oscar a premio Humanitario Jean Hersolt por su fundación para encontrar la cura de la enfermedad de Parkinson. Tras iniciar su carrera como actor con el nombre de Michael Fox, añadió la letra J. para no coincidir con el intérprete del mismo nombre y como homenaje a otro actor: Michael J. Pollard.
En 1991 le diagnosticaron párkinson y reveló su problema al público en 1998. En noviembre de 2000, abandonó la actuación cuando los síntomas de la enfermedad se hicieron más severos. Desde entonces se ha mantenido como activista por la cura de la enfermedad. Esto lo llevó a crear The Michael J. Fox Foundation. En marzo de 2010, el instituto Karolinska de Suecia lo condecoró con un honoris causa por su labor en esa causa.
Desde el año 2000, ha trabajado principalmente como actor de voz en películas como Stuart Little y Atlantis: el imperio perdido. Ha tenido papeles menores en series de televisión como Boston Legal, The Good Wife y Scrubs. Además, ha editado tres libros: Lucky Man: A Memoir (2002), Always Looking Up: The Adventures of an Incurable Optimist (2009) y A Funny Thing Happened on the Way to the Future: Twists and Turns and Lessons Learned (2010).
En septiembre de 2013, comenzó a protagonizar una serie de televisión The Michael J. Fox Show.
Debido a la más de una docena de premios recibidos desde principios de los años 80, es considerado tanto por fanáticos como celebridades como uno de los mejores, más reconocidos y respetados actores de cine y televisión de todos los tiempos.

## Primeros años
Michael Andrew Fox nació el 9 de junio de 1961 en Edmonton, Alberta; hijo del matrimonio formado por Phyllis Piper, actriz y encargada de nómina, y William Fox, oficial de policía y miembro de las Fuerzas Canadienses. Su familia vivió en varias ciudades y pueblos a lo largo de Canadá debido a la carrera militar de su padre. Finalmente, se establecieron en Burnaby, una ciudad localizada al este de Vancouver, cuando su padre se retiró de la milicia en 1971. Fox asistió a la Burnaby Central Secondary School, y en la actualidad hay un teatro nombrado en su honor en la Burnaby South Secondary. Su padre murió de un ataque al corazón el 6 de enero de 1990.[cita requerida]

## Carrera

### Comienzos en la actuación yFamily Ties
Fox protagonizó la serie de televisión canadiense Leo and Me a los quince años de edad, y en 1979 con dieciocho años de edad se mudó a Los Ángeles para dedicarse a la actuación. Poco después de casarse, decidió volver a Vancouver. Fue descubierto por el productor Ronald Shedlo y debutó en el telefilme estadounidense Letters from Frank, donde aparece en los créditos como Michael Fox. Tenía la intención de continuar con ese nombre, pero al registrarse en el Sindicato de Actores de Cine no se le permitió ingresar ese nombre para evitar ambigüedades en los créditos. Descubrió que Michael Fox, un veterano actor, ya estaba registrado con ese nombre. Como explicó en su autobiografía, Lucky Man: A Memoir, y en entrevistas, tuvo que elegir otro nombre. No le gustaba como sonaba Andrew o Andy Fox, así que decidió adoptar la inicial J para su segundo nombre, en homenaje al actor Michael J. Pollard.
Su primer papel en el cine fue en Midnight Madness (1980), como Michael Fox en los créditos. A continuación interpretó al «joven republicano» Alex P. Keaton en la serie Family Ties, que fue transmitida por la NBC durante 7 temporadas (desde 1982 hasta 1989). Fox consiguió el papel después de que Matthew Broderick no pudiese aceptarlo por estar ocupado. Family Ties (Enredos de familia o Lazos familiares) había sido vendida a la cadena de televisión como una serie donde los personajes principales serían los adultos. Sin embargo, la buena respuesta hacia la actuación de Fox le permitió al personaje volverse el centro de atención del show después del cuarto episodio. En su mejor momento, la audiencia de Family Ties era cada semana la tercera parte de los hogares de Estados Unidos. Por su trabajo en la serie, Fox ganó 3 premios Emmy en 1986, 1987 y 1988, y 1 Globo de Oro en 1989.
Brandon Tartikoff, uno de los productores de la serie, creyó que Fox era demasiado bajo en relación con los actores que interpretaban a sus padres y trató de reemplazarlo. Tartikoff declaró que "esa no es el tipo de cara que encontrarás en una lonchera". Después de su éxito, Fox se le presentó a Tartikoff con una fiambrera con la inscripción "Para Brandon, esto es para que pongas tus alardes. Saludos, Michael J. Fox". Tartikoff guardó la fiambrera en su oficina durante el resto de su carrera en la NBC.
Mientras filmaba Family Ties, Fox conoció a su futura esposa, Tracy Pollan, cuando esta interpretaba a su novia, Ellen. Cuando Fox dejó la serie Spin City, sus últimos episodios hicieron numerosas referencias a Family Ties.

### Trayectoria en el cine

#### TrilogíaRegreso al Futuro
En Regreso al Futuro (1985), Fox interpreta a Marty McFly, un adolescente que viaja accidentalmente a través del tiempo en un automóvil deportivo DeLorean con ayuda del condensador de flujo (condensador de fluzo en España, por un error de traducción). Su trama está ambientada en las épocas de 1885, 1955, 1985 y 2015. Desde el principio de la producción, el director Robert Zemeckis quería que Fox fuese quien interpretara a McFly, pero el actor participaba entonces en la serie de comedia Family Ties, y su creador Gary David Goldberg se rehusaba a que Fox se involucrara en Back to the Future pues pensaba que, debido a que la también protagonista de su serie Meredith Baxter estaba embarazada en esos instantes, el primero era fundamental para que el programa siguiera adelante en ausencia de la actriz. Por lo tanto, Zemeckis contrató a Eric Stoltz que, si bien filmó algunas escenas de la película, luego demostró no ser el actor que buscaba el cineasta para interpretar a McFly, al alegar que no era convincente en el humor que el personaje requería. Ante el regreso de Baxter a Family Ties, Fox estaba en una condición más favorable para involucrarse en Back to the Future, así que Zemeckis no dudó en contactar con él inmediatamente. Hay que añadir que este último filmó la mayoría de las escenas durante los atardeceres y anocheceres, ya que Fox grababa su participación para Family Ties de 10 a. m. a 6 p. m. Esa agenda de trabajo duró dos meses enteros. Tras su estreno, la película se convirtió en un éxito tanto crítico como comercial. En este último aspecto, estuvo ocho fines de semana consecutivos en el primer puesto de la taquilla estadounidense en 1985, y recaudó en total 381,11 millones de dólares en todo el mundo. Variety elogió las actuaciones, al comentar que la química entre Fox y Christopher Lloyd como McFly y Doc Brown, respectivamente, era reminiscente a la de los también ficticios Rey Arturo y Merlín. Finalmente, se produjeron dos continuaciones: Regreso al Futuro Parte II (1989) y Regreso al Futuro Parte III (1990), que completaron esta trilogía cinematográfica.
Aunque Zemeckis no tenía pensado dirigir secuelas de Back to the Future, su éxito le animó a involucrarse en la producción de la segunda parte. No obstante, puso como condición para continuar que Fox y Lloyd debían retomar sus personajes. Estos aceptaron poco después. En algún momento de la producción, los productores decidieron filmar al mismo tiempo dos películas que servirían de continuación para la cinta original de 1985, debido a que Fox estaría ausente por un largo período de Family Ties, además de que esto significaría menos costes. Debido a que hubo escenas en las que la apariencia física de los actores debía verse alterada por los viajes en el tiempo que dictaba la trama, varias horas eran requeridas en el proceso de maquillaje. Fox consideró que esta etapa le había resultado desgastante, «pero pudo ser peor», según declaró. Aunque no superaron el éxito comercial de la original, Regreso al Futuro Parte II recaudó más de 330 millones de dólares en todo el mundo, y Regreso al Futuro Parte III recaudó 244,5 millones de dólares en las taquillas, y obtuvieron críticas variadas no tan positivas como la película de 1985.

#### Años 1980
Antes de filmar sus escenas en Back to the Future, Fox participó como protagonista en Teen Wolf (1985), producida por Atlantic Entertainment Group. En ella interpreta a Scott Howard, un estudiante de preparatoria que un día se transforma en un hombre lobo, así que utiliza eso como ventaja para ganar sus partidos escolares de baloncesto. Su estreno ocurrió, no obstante, casi dos meses después que Back to the Future en las salas de cine estadounidenses. La intención de los productores al retrasar la fecha de debut era aprovechar el éxito que tuviera en Back to the Future para promoverlo como «la propiedad más caliente en Hollywood», en referencia a sus constantes roles en el cine en poco tiempo. En total, recaudó aproximadamente 80 millones USD, y obtuvo críticas variadas por parte de la prensa. En su autobiografía, Lucky Man: A Memoir (2001), el actor comentó que «no sabía en lo que [yo] estaba pensando» al participar en Teen Wolf.

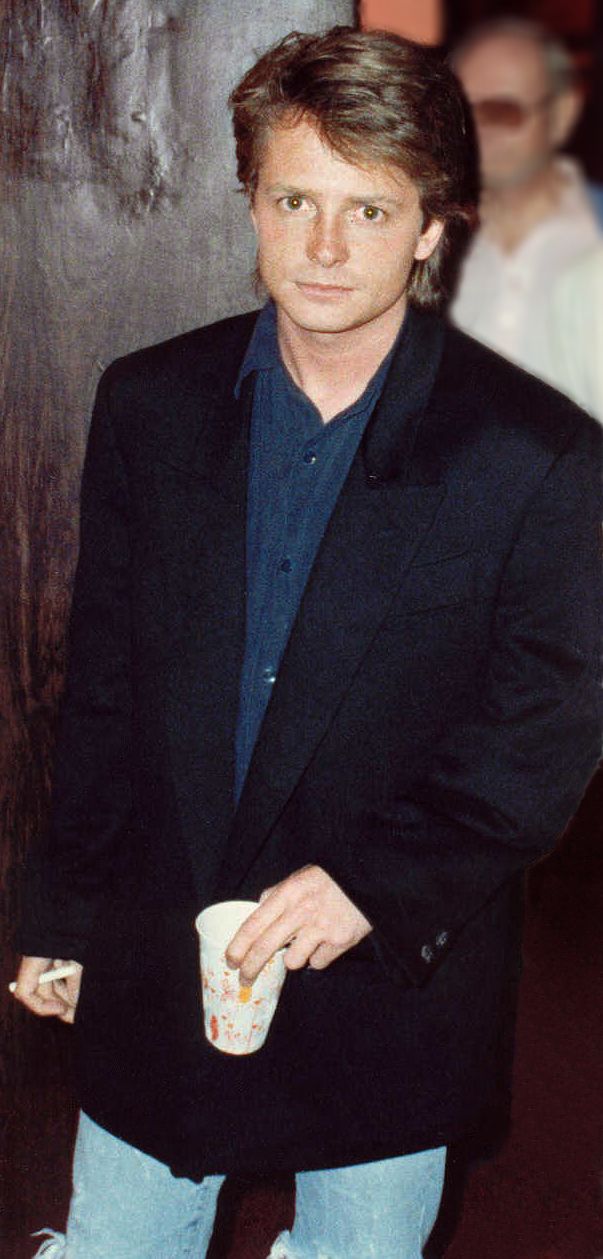
Fotografía de Fox tomada en septiembre de 1987.

Luego protagonizó junto con Joan Jett el drama Light of Day (1987), dirigido por Paul Schrader. Aquí, Fox interpreta a Joe Rasnick, un roquero que decide abandonar su carrera para ayudar a resolver los problemas existentes en su familia. Además, escribió y grabó la canción «You Got No Place to Go» que forma parte de la banda sonora del filme. Tuvo una recepción comercial modesta, al recaudar casi 10,5 millones USD en Estados Unidos y Canadá, y la crítica le brindó comentarios variados. Sobre la actuación de Fox, Janet Maslin, de The New York Times, mencionó que «es muy interesante, y deja en claro que se siente cómodo con los roles dramáticos. Sin embargo, su interpretación aquí está limitada por el guion, que hace que Joe sea un personaje relativamente pasivo». Ese mismo año, tuvo el rol estelar de El secreto de mi éxito, dirigida por Herbert Ross, que representó el regreso de Fox a la comedia. Su personaje se llama Brantley Foster, y es un estudiante universitario que se muda de su natal Kansas a la ciudad de Nueva York, para trabajar como un financiero. Tuvo éxito en taquillas al recaudar 110 millones USD en todo el mundo. Roger Ebert, de The Chicago Sun Times, comentó sobre la cinta: «Fox provee un eje muy desesperado para la película. No hubiera sido muy divertido para él si hubiese seguido los cambios arbitrarios de humor, que fueron de una comedia de situación a la payasada, y de la farsa sexual a las peleas en las salas de juntas».

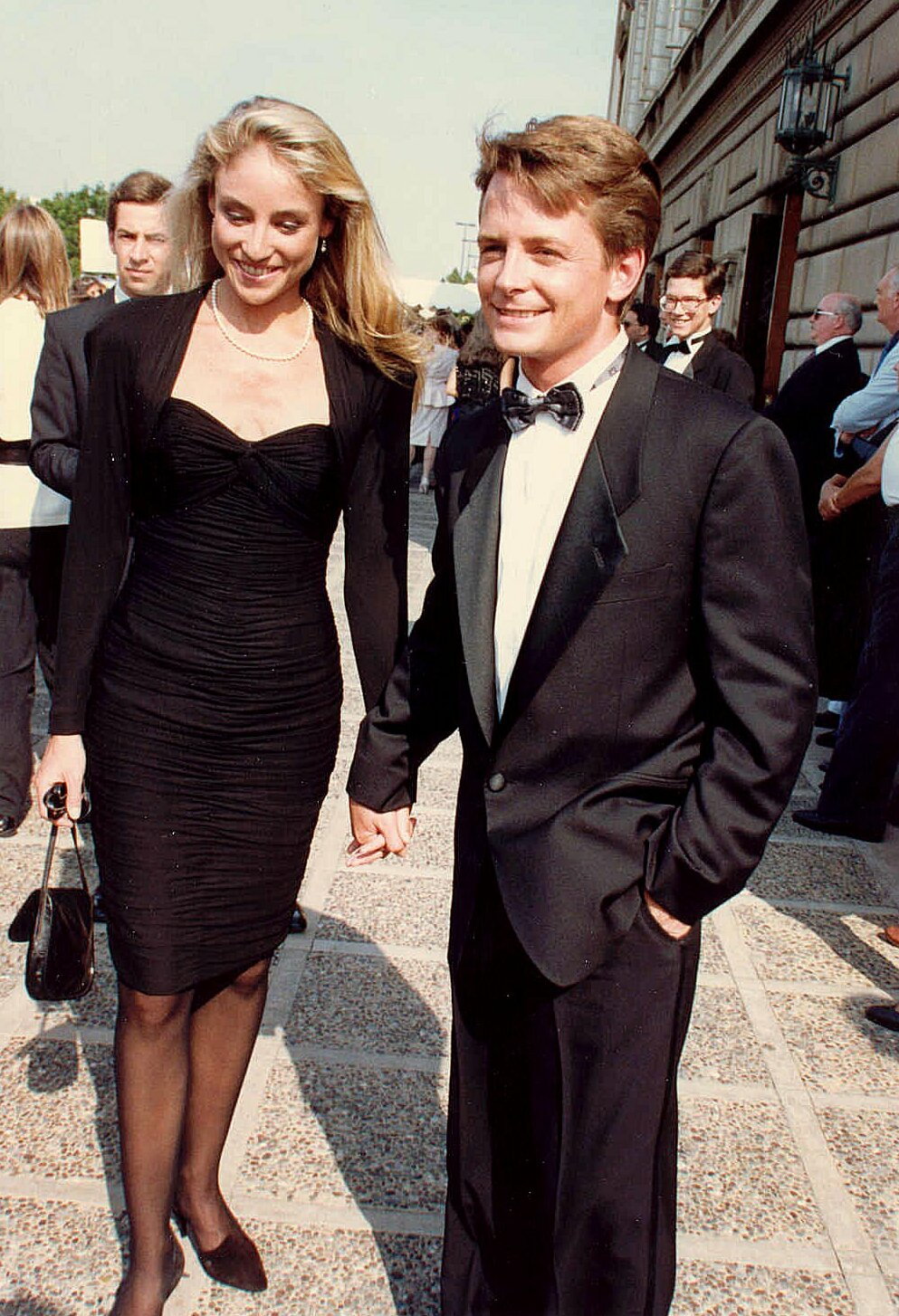
Michael J. Fox con su esposa Tracy Pollan, en la entrega de los premios Emmy (agosto de 1988).

Su siguiente producción fue Bright Lights, Big City, otro drama dirigido esta vez por James Bridges. Su papel consistió en el corroborador de una revista de Nueva York que suele ir a fiestas nocturnas y consumir drogas y alcohol, en compañía de su amigo, interpretado por Kiefer Sutherland. Hay que resaltar que Fox pidió a los productores expresamente que este último participara con ese rol en la cinta. No obstante, Fox debió regresar a la filmación de Family Ties en ese entonces, y esto hizo que la guionista y entonces directora Joyce Chopra contara con dos meses y medio solamente para terminar el proyecto. Esta presión la llevó a mostrarse indecisa en algunas tomas. A manera de anécdota, ella misma señaló que en algún momento tuvo pánico al filmar en las calles de Nueva York ya que los fanáticos de Fox irrumpían al verlo y no permitían que el rodaje se llevara a cabo. A los productores no les convenció la dirección que había tomado Chopra, por lo que luego la sustituyeron por Bridges. En medio de este cambio, decidieron eliminar algunas escenas originales en donde Fox se drogaba, ya que «definitivamente había mucha presión e interés en esa época en torno a la forma en que Estados Unidos veía a Michael [J. Fox]». Tras su estreno, la película obtuvo críticas variadas. Por un lado, Hal Hinson de The Washington Post por ejemplo dijo que Fox no había sido el actor adecuado para ese rol, mientras que Ebert elogió su actuación, y citó el monólogo que da en el bar como una de las mejores escenas que había hecho hasta entonces el actor. En esta cinta participó también su novia Tracy Pollan, que también actuaba en Family Ties.
Antes de que se estrenara Back to the Future Part II, apareció en Casualties of War (1989), un drama bélico dirigido por Brian De Palma sobre la guerra de Vietnam, en donde asumió el rol del soldado raso Max Eriksson. Si bien fue un fracaso comercial al no haber podido recuperar su inversión total, recibió buenas críticas en general. Varios analistas como Jeffrey M. Anderson, del sitio web Combustible Celluloid; Clint Morris, de Film Threat; Steve Crum, de Dispatch-Tribune Newspapers; y Luke Y. Thompson, de The New York Times, elogiaron las actuaciones de Fox y Sean Penn como los personajes estelares. Su última producción en la década de 1980 vino con la continuación de Back to the Future, a finales de 1989.

#### 1990-93
Inmediatamente después se estrenó en la pantalla grande Regreso al Futuro Parte III, la última cinta de la trilogía sobre el joven y el científico aventureros del tiempo. La primera mitad de los años 1990 en la trayectoria de Fox se vio marcada por sus apariciones en varias cintas de comedia. En 1991, se estrenó The Hard Way, donde actuó junto con James Woods y cuyo personaje es el de una estrella de cine que, harto de que no sea tomado en serio en sus papeles, intenta actuar en una serie policíaca. Para tener una mejor noción de su nuevo papel, se inscribe como agente policíaco de Nueva York. Tuvo una recepción modesta al estrenarse en cines, y la crítica dio reseñas positivas a las actuaciones de Fox y Woods. Por citar un ejemplo, Owen Gleiberman, de la revista Entertainment Weekly, comentó que ambos tenían una actuación verbal intensa en The Hard Way, y demostraban tener «personalidades distintas y entretenidas [... que hacen que] nos sentemos felizmente a esperar a que se de la chispa, pero en cambio lo que obtenemos es una gran cantidad de madera húmeda [en relación a la monotonía de la trama]». Ese mismo año, en Doc Hollywood, interpretó al doctor Benjamin Stone, un talentoso médico que un día decide trabajar como un cirujano plástico. Al igual que la anterior, tuvo una recepción comercial favorable, y la crítica elogió en su mayoría el rol del protagonista. Michael Caton-Jones, de la revista Time Out, dijo que había demostrado estar «en su mejor forma frenética».
Las siguientes dos cintas que protagonizó, del género de la comedia romántica, estrenadas en 1993, tuvieron una recepción pobre en el mercado, al no recaudar más de 25 millones USD entre las dos. La primera, Life With Mikey, en donde interpreta a Mickey Chapman, una ex estrella infantil del cine que trabaja como agente de nuevos niños actores, ganó más de 12 millones USD en EE. UU. y Canadá, mientras que For Love or Money, en la cual su personaje es el de un conserje que trabaja en un hotel y que sueña con inaugurar el suyo propio, apenas tuvo ganancias por 11,1 millones USD en EE. UU. y Canadá, cuando su inversión había sido de 30 millones USD. Hay que resaltar que en la primera comedia citada, Marc Lawrence fungió como uno de los productores y guionistas; antes había participado en algunos episodios de Family Ties. Para James Berardinelli, del sitio web Reelviews.net: «Fox nunca ha sido un gran actor cómico, pero normalmente lo hace bien (como en Back to the Future y Doc Hollywood). Sin embargo, eso no pasa en Life with Mickey. Si bien podría estarse parodiando a él mismo como una ex estrella juvenil de la televisión, su personaje no es convincente en lo absoluto». No así ocurrió con For Love or Money, en donde varios expertos en la industria estuvieron de acuerdo en que la actuación de Fox había resultado notable.

#### 1994-96
Entre 1994 y 1996, Fox obtuvo papeles secundarios en varias películas que alternaron entre los géneros del drama y la comedia romántica, con las notables excepciones de Greedy (1994), la cual protagonizó junto con Kirk Douglas y Nancy Travis, y The Frighteners! (1996), donde también tuvo el rol estelar. En la primera, su personaje, Daniel McTeague, es un jugador de bolos profesional que se ve involucrado en las disputas familiares por la herencia del millonario Joe McTeague, interpretado por Douglas. Ganó 13,1 millones USD en EE. UU. y Canadá, pero obtuvo malas evaluaciones por parte de la prensa. Roger Piantadosi, de The Washington Post, mencionó en su reseña: «si eres un fanático de Michael J. Fox, [la cinta] no te decepcionará, en especial en sus jaleos con el diabólico Douglas. Si no lo eres, al menos podrás verlo desnudo y no ganando sus enfrentamientos, al luchar con su idea de que "Puedes tener todo lo que deseas, si no deseas nada».
Las otras producciones gozaron de una recepción comercial y crítica modestas. En 1994, antes de Greedy, participó con un rol secundario en el drama independiente Where the Rivers Flow North, donde interpretó a Clayton Farnsworth, uno de los ejecutivos de una constructora que desea edificar una presa en una zona rural cuyo dueño se rehúsa a abandonarla. Tuvo una recepción pobre en EE. UU. y Canadá al recaudar 595 505 USD, aunque algunos críticos le dieron una opinión favorable a la producción. Al año siguiente tuvo otro rol menor en Blue in the Face (1995), una cinta filmada con algunas escenas grabadas originalmente para Smoke. Obtuvo ganancias estimadas en 1,2 millones USD en su estreno en 16 salas de cine en EE. UU. y Canadá, y malas críticas en general. Produjo junto con Larry Estes el filme Coldblooded (1995), en donde actuó como Tim Alexander. La cinta trata sobre cómo un ex corredor de apuestas, interpretado por Jason Priestley, se convierte en un sicario. Tuvo una mala recepción al obtener solamente 16 198 USD, y David Kronke, de Los Angeles Times, calificó el cameo de Fox como «peculiar». Ese año finalizó con su participación en el drama romántico The American President (1995), donde asume el personaje secundario de Lewis Rothschild, el asistente para la política nacional del presidente estadounidense, interpretado por Michael Douglas. La trama gira en torno a la campaña electoral del presidente vigente rumbo a una posible reelección. Tras su estreno, el filme obtuvo más de 60 millones USD en EE. UU. y Canadá, y 47,8 millones USD en otros países, con lo que sumó un total de 107,8 millones USD recaudados. Se hizo acreedora a buenas críticas.
Sus últimas actuaciones en el cine ocurrieron en 1996, en The Frighteners, dirigida por Peter Jackson y producida por Zemeckis, y en Mars Attacks!, de Tim Burton. En la primera, su personaje es el protagonista Frank Bannister, un arquitecto viudo que es capaz de ver fantasmas. Aprovecha esta cualidad para pedirle a tres fantasmas, que se vuelven sus amigos, que embrujen casas para que él actúe luego como cazafantasmas y cobre por su trabajo. Al principio, el cineasta quería que The Frightners fuese una cinta de bajo presupuesto con un reparto compuesto por actores desconocidos en la cultura popular, pero Zemeckis optó por realizar una prueba de selección a Fox, quien se quedó al final con el papel estelar. Hay que agregar que esta producción le entusiasmó a Fox, en particular por el hecho de poder trabajar junto con Jackson, después de ver Criaturas celestiales (1994) en el Festival de Cine de Toronto. Tuvo una recepción pobre en las taquillas de todo el mundo, al recaudar 29,3 millones USD en total, aunque la actuación de Fox recibió elogios por parte de la crítica; Kenneth Turan de Los Angeles Times escribió: «Los actores de la película son satisfactorios. Tanto Fox, en su más exitoso papel protagónico en mucho tiempo, y [Trini] Alvarado, que aquí se parece más a Andie MacDowell, no tienen dificultad en meterse en el espíritu maníaco de las cosas». Por otra parte, en Mars Attacks, tuvo un rol secundario al interpretar a un reportero que intenta salvar a su novia de una invasión de marcianos. Hay que señalar que previamente Johnny Depp tendría ese papel, pero lo rechazó. Tras su estreno, obtuvo más de 101 millones USD a nivel mundial, y críticas variadas a grandes rasgos. No fue sino hasta seis años después, en 2002, que Fox retomó el cine en su trayectoria, al participar en un cameo en la comedia Interstate 60. A esto hay que añadirle que representó la primera producción en la que Fox volvía a actuar junto con Christopher Lloyd, su compañero protagonista en Back to the Future. En su reseña de la cinta, Daniel Stephens, del sitio web Top10films.co.uk, señaló: «aunque los dos [Lloyd y Fox] tienen pequeños papeles aquí y nunca interactúan entre sí, le aportan una excelente calidad a un reparto ya conformado por grandes personajes del espectáculo». Además, fue dirigida por Bob Gale, uno de los guionistas responsables de Back to the Future. En general, la película tuvo buenas críticas.

### Trayectoria en la televisión

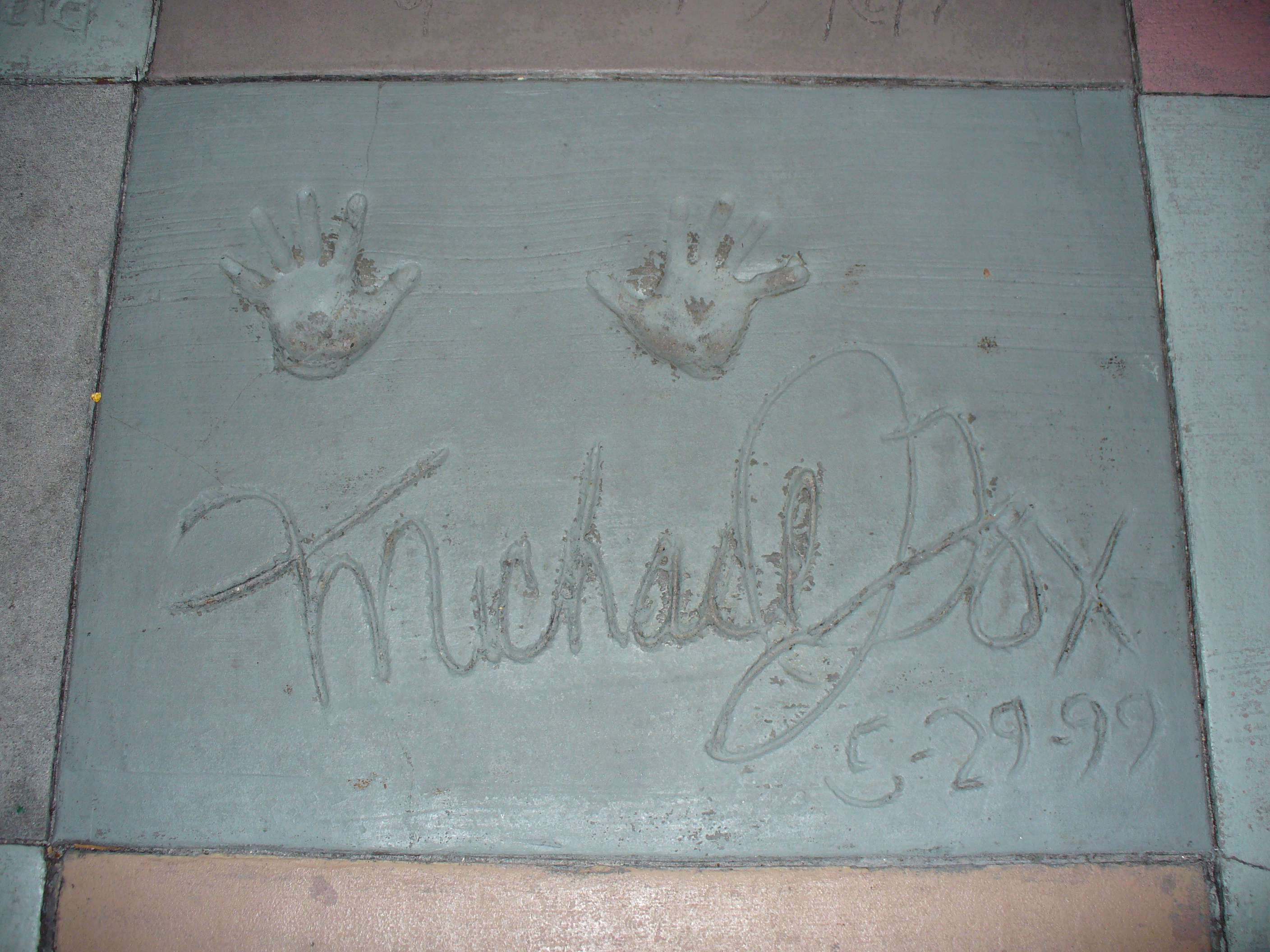
Las manos de Michael J. Fox en frente de The Great Movie Ride en el parque temático de Disney's Hollywood Studios, de Walt Disney World.

Si bien su trayectoria televisiva abarca algunas apariciones en distintos tipos de programas, también ha protagonizado un par de series que llegaron a transmitirse por más de cinco años (Family Ties y Spin City). En la primera mitad de los años 1990, condujo una emisión de Saturday Night Live, actuó en un capítulo de Tales from the Crypt, figuró en el especial Sex, Buys & Advertising, que evalúa la industria de la publicidad y actuó en el telefilme Don't Drink the Water, dirigido por Woody Allen, cuya trama gira en torno a una familia de turistas estadounidenses que quedan atrapados dentro de la Cortina de Hierro europea. Aquí, su personaje es el hijo torpe del embajador de EE. UU. Previamente, estuvo involucrado en algunos otros capítulos de series como Lou Grant (en diciembre de 1979), Family (1980), The Love Boat (1983) y Night Court (1984). Entre 1984 y 1986 participó en tres producciones de la NBC (The Homemade Comedy Special, Poison Ivy y el David Letterman 2nd Annual Holiday Film Festival).
Spin City fue transmitida desde 1996 hasta 2002 en la cadena estadounidense ABC. La serie trata sobre un grupo de políticos que gestionan la ciudad de Nueva York, con Fox como Mike Flaherty, un graduado en leyes subalcalde de Nueva York. Por esta serie, Fox ganó un premio Emmy en el año 2000, tres premios Globo de Oro en 1998, 1999 y 2000, y dos premios SAG en 1999 y 2000. Durante la tercera temporada de Spin City, Fox anunció al equipo de producción y al reparto que tenía la enfermedad de Parkinson. Durante la cuarta temporada, anunció su retiro de la serie para pasar más tiempo con su familia. Anunció que planeaba continuar actuando y que tendría actuaciones como invitado en Spin City (hizo tres apariciones más durante la última temporada). Después de abandonar la serie, fue reemplazado por Charlie Sheen, quien interpretó el personaje de Charlie Crawford. En total, se hicieron 145 episodios. Fox también fue productor ejecutivo durante su participación en la serie, junto a los creadores Bill Lawrence y Gary David Goldberg.
En 2004, Fox actuó como invitado en dos episodios de la comedia de enredo Scrubs como el Dr. Kevin Casey, un cirujano con un severo trastorno obsesivo-compulsivo. La serie fue creada por el creador de Spin City, Bill Lawrence. En 2006, apareció en cuatro episodios de Boston Legal como un paciente con cáncer de pulmón. Los productores lo volvieron a llamar para tener un papel habitual en la tercera temporada, comenzando desde el primer episodio. Fox fue nominado al Emmy como mejor actor invitado. En 2009, apareció en cinco episodios de la serie Rescue Me, por la cual ganó un Emmy como mejor actor invitado en una serie dramática. Desde el año 2000 Fox ha editado tres libros: Lucky Man: A Memoir (2002), Always Looking Up: The Adventures of an Incurable Optimist (2009) y A Funny Thing Happened on the Way to the Future: Twists and Turns and Lessons Learned (2010). En 2010, regresó a la televisión como estrella invitada en el drama The Good Wife.
Participó en la ceremonia de cierre de los Juegos Olímpicos de Vancouver 2010 e hizo monólogos cómicos junto a William Shatner y Catherine O'Hara en la parte del show "I am Canadian".

### Actuaciones de voz
Su primera actuación de voz ocurrió en 1990, cuando fungió como el narrador del documental en vídeo Reach for the Stars 1990: The official Boston Bruins Video sobre el equipo de hockey sobre hielo Boston Bruins. Posteriormente, en 1993, interpretó a un bulldog llamado Chance en la producción Homeward Bound: The Incredible Journey, de los estudios Disney, además de narrar la historia. La trama sigue las andanzas de tres mascotas que escapan de un rancho en California para emprender un viaje en búsqueda de sus dueños. Obtuvo casi 42 millones USD solamente en Estados Unidos y Canadá. Retomó su papel tres años después en la continuación Homeward Bound II: Lost in San Francisco (1996), donde Chance y sus amigos deben regresar una vez más a sus hogares, después de quedarse varados en el Aeropuerto Internacional de San Francisco. Recaudó menos que su predecesora (32,7 millones USD en EE. UU. y Canadá), y tuvo críticas variadas.
Después de que Fox dejara de actuar en el cine, a finales de los años 1990, prestó su voz de manera más recurrente en varias producciones televisivas, y en largometrajes de animación. En 1999 interpretó al ratón protagonista de Stuart Little, cuyo éxito en taquillas se tradujo en más de 300 millones USD recaudados en todo el mundo. El director Rob Minkoff (que antes había dirigido El rey león para Disney, junto con Roger Allers) eligió a Fox para interpretar al protagonista, con el mismo nombre que la cinta, ya que «se veía que tenía la personalidad que encajaba con la actitud proactiva de Stuart: muy positivo, sincero, triunfador». Christopher Tooker, del periódico británico Daily Mail, mencionó en su reseña que «no estoy del todo seguro si la voz de Fox es la adecuada para Stuart, pues es un tanto adolescente, pero captura la esencia de Stuart: que es enérgico, valiente y dispuesto a seguir su sueño». El actor volvió a interpretar a este personaje en la segunda y tercera partes, estrenadas en 2002 y 2006, respectivamente. Esta última no llegó a exhibirse en salas de cine, sino que tuvo una distribución directa en formato de vídeo casero. Mientras tanto, Stuart Little 2 obtuvo 160 millones USD.
En 2001, interpretó al protagonista Milo James Thatch en Atlantis: el imperio perdido, producida por Disney, cuya trama relata las hazañas del cartógrafo ya mencionado, y su equipo de trabajo, en la búsqueda de la legendaria Atlántida. Uno de sus directores, Kirk Wise, señaló que había elegido a Fox debido a que sentía que le daba una personalidad única a cada personaje que interpretaba, lo cual hacía que fuese más creíble para la audiencia. Por otra parte, el actor comentó que era más sencillo para él actuar con su voz que participar en filmes de imagen real, ya que no debía preocuparse de cuál era su apariencia al estar frente a las cámaras de grabación mientras actuaba. Louise Keller, del sitio web australiano Urbancinefile.com, calificó como «maravillosa» la actuación de voz de Fox aquí, un filme que recaudó más de 186 millones USD a nivel mundial. Al año siguiente, además de participar en Stuart Little 2, dio voz a un riñón parlante en el episodio «Escape to Beer Mountain: A Rope of Sand» de la serie de televisión Secundaria de clones, una producción conjunta de MTV y Teletoon. Finalmente, en 2011 interpretó a dos personajes secundarios en el videojuego Back to the Future: The Game. Hay que añadir que Telltale, estudio responsable del juego, decidió donar un USD por cada copia prevendida del juego a la fundación de Fox para la investigación del Parkinson, como parte de su estrategia promocional.

#### 2006
En el año 2006 se retiró parcialmente del mundo de la interpretación. Desde entonces solo ha hecho cameo, actuaciones de voz y poco más. Finalmente en el año 2020, el protagonista de Back to the Future, anunció que dejaría la actuación de manera definitiva a causa de la enfermedad degenerativa que padece.
Desde 2020 solo ha aparecido en 2023 en el documental Still: A Michael J. Fox Movie (La vida de Michael J. Fox) en el que Michael J. Fox revela detalles inéditos de su vida y su lucha contra la enfermedad, el cual ganó cuatro premios Emmy, incluyendo "Mejor Documental".

## Vida privada

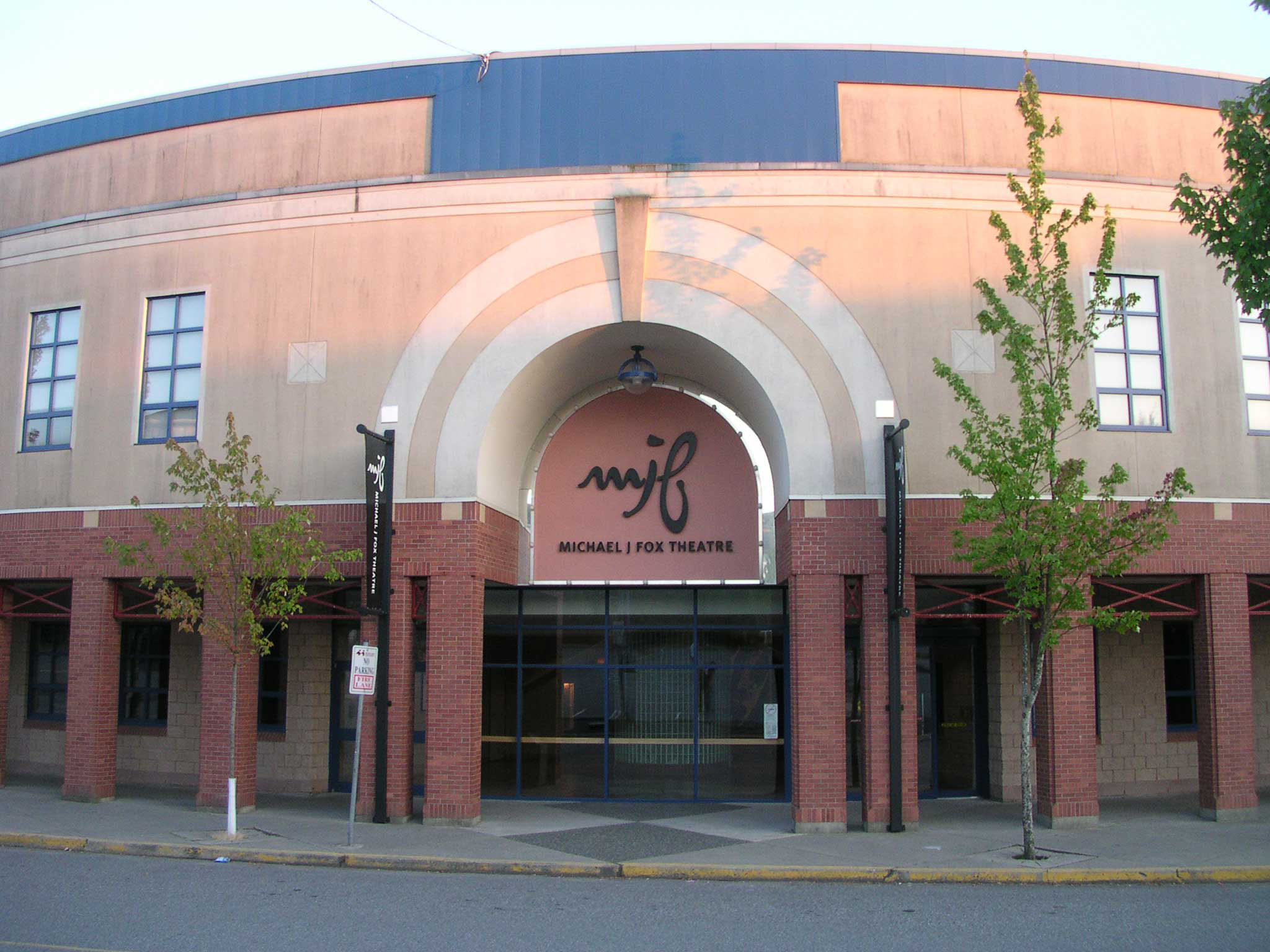
El Michael J. Fox Theatre en Burnaby.

El 16 de julio de 1988, Fox contrajo matrimonio con la actriz Tracy Pollan en una ceremonia íntima efectuada en el West Mountain Inn, un pequeño hotel campestre ubicado en Arlington, Vermont. La pareja tiene cuatro hijos: Sam Michael, nacido en 1989; las mellizas Aquinnah Kathleen y Schuyler Frances, nacidas en 1995; y Esmé Annabelle, nacida en 1997. El actor, que tiene doble nacionalidad —canadiense y estadounidense—, fue recibido con entusiasmo durante la ceremonia de clausura de las Olimpiadas de invierno de Vancouver el 28 de febrero de 2010, cuando expresó su amor por su tierra natal y manifestó que aunque vivía en los Estados Unidos, seguía apoyando al equipo de hockey canadiense. En junio del mismo año, la ciudad de Burnaby, Columbia Británica, le concedió las Llaves de la ciudad. Actualmente vive en Nueva York. El 21 de octubre de 2015 fue el primer cliente en probarse las Nike Air MAG, una versión real de las zapatillas de la empresa Nike con robocordones de la película Back to the Future Part II.

### Enfermedad y activismo
Fox presentó los primeros síntomas de la enfermedad de Parkinson en 1990, durante la filmación de la película Doc Hollywood, aunque no fue diagnosticado hasta el año siguiente. Después de conocer el diagnóstico comenzó a beber más que antes; aunque finalmente decidió buscar ayuda y dejó de beber por completo. En 1998, decidió hacer público su estado de salud y a partir de entonces se convirtió en un firme promotor de la investigación relacionada con la enfermedad de Parkinson. En el año 2000 estableció The Michael J. Fox Foundation, una fundación dedicada a brindar apoyo a la investigación del Parkinson, que a 2012 ha donado 250 millones de dólares para este propósito, convirtiéndose, según la revista Forbes, en el segundo mayor donante para la investigación de la enfermedad de Parkinson en los Estados Unidos después del Gobierno.
Fox controla los síntomas del Parkinson con la droga Sinemet, además, en 1998 le practicaron una talamotomía. Su primer libro, Lucky Man, se centró en cómo, después de siete años de negación, aceptó la enfermedad, creó la fundación Michael J. Fox, dejó de beber y empezó a luchar a favor de los enfermos de Parkinson. En Lucky Man, Fox escribió que no tomó su medicamento antes de rendir testimonio ante el Subcomité de asignaciones del Senado en 1998:

Tomé la decisión deliberada de comparecer ante el Subcomité sin medicación. Me pareció que la ocasión demandaba que mi testimonio sobre los efectos de la enfermedad y la urgencia que sentíamos como comunidad, fuesen vistos así como oídos. Para las personas que nunca me habían visto en ese estado, la transformación debió ser sorprendente.
Michael J. Fox, Lucky Man.

En una entrevista en abril de 2002 para NPR, Fox explicó lo que hace cuando aparecen los síntomas durante una entrevista:

Bueno, en realidad, he estado pecando por exceso de precaución —creo que «pecar» es realmente la palabra correcta— porque tal vez me he estado medicando demasiado, en el sentido [que] ... los síntomas ... que la gente ve que he tenido en algunas de esas entrevistas son verdaderamente discinesia, que es un efecto [secundario] de la medicación. Porque si estuviese puramente sintomático con los síntomas del Parkinson, muchas veces hablar es difícil. Hay una especie de anomalía en la expresión oral y es muy difícil permanecer sentado quieto en un solo lugar. Sabes, los síntomas son diferentes, yo sufro más los síntomas de la discinesia ... esta clase de movimiento zigzagueante y ese tipo de actividad constante es realmente preferible que los síntomas puros del Parkinson. Así que eso es lo que generalmente hago ... No he tenido ningún problema con los síntomas del Parkinson puros en ninguna de esas entrevistas, porque me aseguro de que tengo suficiente Sinemet en mi sistema y, en algunos casos, demasiado. Pero, para mí, es preferible. No representa lo que soy en mi vida cotidiana. Un montón de gente con Parkinson se me acerca y me dice: «Tomas demasiada medicación». Yo digo: «Bueno, siéntate frente a Larry King y ve si quieres provocarlo».
Entrevista del 30 de abril de 2002, Fresh Air, NPR

En 2006, Fox protagonizó una campaña publicitaria a favor de Claire McCaskill, auditora del estado de Misuri, candidata demócrata al Senado que se enfrentó al titular republicano Jim Talent, expresando su apoyo a la investigación de células madre. En el anuncio, se pueden observar los efectos de la medicación para el Parkinson.

Como usted sabe, me preocupa profundamente la investigación sobre células madre. En Misuri, puedes elegir a Claire McCaskill, quien comparte mi esperanza de cura. Lamentablemente, el senador Jim Talent se opone a ampliar la investigación con células madre. El senador Talent incluso quería tipificar como delito la ciencia que nos da la oportunidad de tener esperanza. Dicen que todos los asuntos políticos son locales, pero ese no siempre es el caso. Lo que haces en Misuri le importa a millones de estadounidenses, estadounidenses como yo.
Anuncio de Michael J. Fox para la campaña de Claire McCaskill.

The New York Times lo consideró «uno de los anuncios políticos más poderosos y comentados en años» y las encuestas indicaron que el comercial tuvo un impacto medible en la manera en que votaron los electores en unas elecciones que ganó McCaskill. Su segundo libro, Always Looking Up: The Adventures Of An Incurable Optimist (en español: Siempre mirando hacia arriba: Las aventuras de un optimista incurable), describe su vida entre 1999 y 2009, gran parte del libro se centra en como Fox se adentró en las campañas para la investigación con células madre. El 31 de marzo de 2009, Fox apareció el programa The Oprah Winfrey Show con el Dr. Oz para hablar públicamente sobre su enfermedad, su libro, su familia y un especial transmitido el 7 de mayo de 2009 (Michael J. Fox: Adventures of an Incurable Optimist).
Su trabajo lo llevó a ser nombrado una de las 100 personas «cuyo poder, talento o ejemplo moral está transformando el mundo» en 2007 por la revista Time. El 5 de marzo de 2010, Fox recibió un doctorado en medicina honorario por parte del Instituto Karolinska por sus contribuciones a las investigaciones sobre la enfermedad de Parkinson. También recibió un doctorado honorario en leyes de la Universidad de Columbia Británica. El 31 de mayo de 2012, recibió el grado honorario de doctor en derecho del Instituto de Justicia de Columbia Británica en reconocimiento a sus logros como actor, así como su compromiso para aumentar el financiamiento de la investigación y el conocimiento de la enfermedad de Parkinson.
El 22 de junio de 2022 anunciaron que le iban a dar el Premio Humanitario Jean Hersolt  junto al Oscar Honorífico de Peter Weir y Diane Warren.

## Filmografía
| Cine        | Cine                                               | Cine                                          | Cine |
| Año         | Película                                           | Papel                                         | Notas |
| ----------- | -------------------------------------------------- | --------------------------------------------- | --- |
| 1980        | Midnight Madness                                   | Scott Larson                                  | |
| 1982        | Class of 1984                                      | Arthur                                        | |
| 1983        | High School U.S.A.                                 | Jay-Jay Manners                               | |
| 1985        | Back to the Future                                 | Marty McFly                                   | |
| 1985        | Teen Wolf                                          | Scott Howard                                  | |
| 1987        | Light of Day                                       | Joe Rasnick                                   | |
| 1987        | The Secret of My Success                           | Brantley Foster / Carlton Whitfield           | |
| 1988        | Bright Lights, Big City                            | Jamie Conway                                  | |
| 1989        | Casualties of War                                  | PFC. Eriksson                                 | |
| 1989        | Back to the Future Part II                         | Marty McFly / Marty McFly Jr. / Marlene McFly | |
| 1990        | Back to the Future Part III                        | Marty McFly / Seamus McFly                    | |
| 1991        | The Hard Way                                       | Nick Lang / Ray Casanov                       | |
| 1991        | Doc Hollywood                                      | Dr. Benjamin Stone                            | |
| 1993        | Homeward Bound: The Incredible Journey             | Chance                                        | Voz |
| 1993        | Life with Mikey                                    | Michael "Mikey" Chapman                       | |
| 1993        | For Love or Money                                  | Doug Ireland                                  | |
| 1994        | Where the Rivers Flow North                        | Clayton Farnsworth                            | |
| 1994        | Greedy                                             | Daniel McTeague                               | |
| 1994        | Don't Drink the Water                              | Axel Magee                                    | |
| 1995        | Blue in the Face                                   | Pete Maloney                                  | |
| 1995        | Coldblooded                                        | Tim Alexander                                 | También productor |
| 1995        | The American President                             | Lewis Rothschild                              | |
| 1996        | Homeward Bound II: Lost in San Francisco           | Chance                                        | Voz |
| 1996        | The Frighteners                                    | Frank Bannister                               | |
| 1996        | Mars Attacks!                                      | Jason Stone                                   | |
| 1999        | Stuart Little                                      | Stuart Little                                 | Voz |
| 2001        | Atlantis: el imperio perdido                       | Milo James Thatch                             | Voz |
| 2002        | Interstate 60                                      | Mr. Baker                                     | |
| 2002        | Stuart Little 2                                    | Stuart Little                                 | Voz |
| 2006        | Stuart Little 3: Call of the Wild                  | Stuart Little                                 | Voz |
| 2018        | A.R.C.H.I.E. 2                                     | A.R.C.H.I.E.                                  | Voz |
| 2019        | See You Yesterday                                  | Profesor de ciencias                          | Apariencia de cameo |
| Televisión  |                                                    |                                               | |
| Año         | Título                                             | Papel                                         | Notas |
| 1977        | The Magic Lie                                      | Nicky                                         | Episodio: "The Master" |
| 1979        | Letters from Frank                                 | Ricky                                         | Película para televisión de la CBS |
| 1979        | Lou Grant                                          | Paul Stone                                    | Episodio: "Kids" |
| 1980        | Palmerstown, U.S.A.                                | Willy-Joe Hall                                | 11 episodios |
| 1980        | Family                                             | Richard Topol                                 | Episodio: "Such a Fine Line" |
| 1980        | Trouble in High Timber Country                     | Thomas Elston                                 | Película para televisión de la ABC |
| 1981        | Trapper John M.D.                                  | Elliot Schweitzer                             | Episodio: Brain Child |
| 1981        | Leo and Me                                         | Jamie                                         | Producida en 1976; no fue televisada hasta 1981 por CBC acreditado como "Mike Fox"                                                                                                  |
| 1982–1989   | Family Ties                                        | Alex P. Keaton                                | 176 episodes de la transmisión de Televisión Nacional del Perú |
| 1983        | The Love Boat                                      |                                               | Episodio: "I Like to Be in America..." |
| 1983        | High School U.S.A.                                 | Jay-Jay Manners                               | Película para televisión/Piloto de la NBC |
| 1984        | Night Court                                        | Eddie Simms                                   | Episodio: "Santa Goes Downtown" |
| 1984        | The Homemade Comedy Special                        | Anfitrión                                     | Especial de televisión de la NBC |
| 1985        | Poison Ivy                                         | Dennis Baxter                                 | Película para televisión de la NBC |
| 1986        | David Letterman's 2nd Annual Holiday Film Festival |                                               | Especial de televisión de la NBC Segmento: The Iceman Hummeth |
| 1988        | Mickey's 60th Birthday                             | Alex P. Keaton (flashback del video)          | Especial de televisión |
| 1990        | Sex, Buys & Advertising                            | Él Mismo                                      | Especial de televisión |
| 1991        | Saturday Night Live                                | Anfitrión                                     | Episodio: "Michael J. Fox/The Black Crowes" |
| 1991        | Tales from the Crypt                               | Fiscal                                        | Episodio: "The Trap" |
| 1994        | Don't Drink the Water                              | Axel Magee                                    | Película para televisión de la ABC |
| 1996–2001   | Spin City                                          | Mike Flaherty                                 | Temporadas 1 a 4 |
| 2002        | Clone High                                         | El riñón restante de Gandhi                   | Voz "Escape to Beer Mountain: A Rope of Sand" |
| 2004        | Scrubs                                             | Dr. Kevin Casey                               | Episodio: "My Catalyst" Episodio: "My Porcelain God" |
| 2006        | Boston Legal                                       | Daniel Post                                   | Episodio: "El hombre con cáncer, puede". Episodio: "Manos que ayudan". Episodio: "Demasiada información" Episodio: "Pechos fuera" Episodio: "Sonrisa" Episodio: "Vivir a lo grande" |
| 2009        | Rescue Me                                          | Dwight                                        | 5 episodios |
| 2010        | The Colbert Report                                 | Él mismo                                      | |
| 2010-2016   | The Good Wife                                      | Louis Canning                                 | 26 episodios |
| 2011        | Ace of Cakes                                       | Él mismo                                      | |
| 2011        | Curb Your Enthusiasm                               | Él mismo                                      | Temporada 8 |
| 2011        | Phineas and Ferb                                   | Michael                                       | Voz Episodio "The Curse of Candace" |
| 2013        | The Michael J. Fox Show                            | Michael "Mike" Henry                          | Rol principal |
| 2018        | Designated Survivor                                | Ethan West                                    | Recurrente segunda temporada |
| Videojuegos |                                                    |                                               | |
| Año         | Título                                             | Papel                                         | Notas |
| 2011        | Back to the Future: The Game                       | William McFly / Marty McFly (futuro)          | 5.º episodio: "Outatime" |
| 2015        | LEGO Dimensions                                    | Marty McFly                                   | |

## Premios y nominaciones

### Premios Oscar
| Año  | Categoría                       | Resultado |
| ---- | ------------------------------- | --------- |
| 2022 | Premio Humanitario Jean Hersolt | Ganador   |

### Premios Primetime Emmy
| Año  | Categoría                                 | Trabajo Nominado                    | Resultado | Ref(s)  |
| ---- | ----------------------------------------- | ----------------------------------- | --------- | ------- |
| 1985 | Mejor actor de reparto - Serie de comedia | Family Ties                         | Nominado  | [ 125 ] |
| 1986 | Mejor actor - Serie de comedia            | Family Ties                         | Ganador   | [ 125 ] |
| 1987 | Mejor actor - Serie de comedia            | Family Ties                         | Ganador   | [ 125 ] |
| 1988 | Mejor actor - Serie de comedia            | Family Ties                         | Ganador   | [ 125 ] |
| 1989 | Mejor actor - Serie de comedia            | Family Ties                         | Nominado  | [ 125 ] |
| 1997 | Mejor actor - Serie de comedia            | Spin City                           | Nominado  | [ 125 ] |
| 1998 | Mejor actor - Serie de comedia            | Spin City                           | Nominado  | [ 125 ] |
| 1999 | Mejor actor - Serie de comedia            | Spin City                           | Nominado  | [ 125 ] |
| 2000 | Mejor actor - Serie de comedia            | Spin City                           | Ganador   | [ 125 ] |
| 2006 | Mejor actor invitado - Serie dramática    | Boston Legal                        | Nominado  | [ 125 ] |
| 2009 | Mejor especial de no-ficción              | Adventures Of An Incurable Optimist | Nominado  | [ 125 ] |
| 2009 | Mejor actor invitado - Serie dramática    | Rescue Me                           | Ganador   | [ 125 ] |
| 2011 | Mejor actor invitado - Serie dramática    | The Good Wife                       | Nominado  | [ 125 ] |
| 2012 | Mejor actor invitado - Serie de comedia   | Curb Your Enthusiasm                | Nominado  | [ 125 ] |
| 2012 | Mejor actor invitado - Serie dramática    | The Good Wife                       | Nominado  | [ 125 ] |
| 2013 | Mejor actor invitado - Serie dramática    | The Good Wife                       | Nominado  | [ 125 ] |

### Premios Globo de Oro
| Año  | Categoría                       | Trabajo Nominado        | Resultado | Ref(s)  |
| ---- | ------------------------------- | ----------------------- | --------- | ------- |
| 1986 | Mejor actor - Comedia o musical | Back to the Future      | Nominado  | [ 126 ] |
| 1986 | Mejor actor - Serie de comedia  | Family Ties             | Nominado  | [ 126 ] |
| 1987 | Mejor actor - Serie de comedia  | Family Ties             | Nominado  | [ 126 ] |
| 1989 | Mejor actor - Serie de comedia  | Family Ties             | Ganador   | [ 126 ] |
| 1997 | Mejor actor - Serie de comedia  | Spin City               | Nominado  | [ 126 ] |
| 1998 | Mejor actor - Serie de comedia  | Spin City               | Ganador   | [ 126 ] |
| 1999 | Mejor actor - Serie de comedia  | Spin City               | Ganador   | [ 126 ] |
| 2000 | Mejor actor - Serie de comedia  | Spin City               | Ganador   | [ 126 ] |
| 2014 | Mejor actor - Serie de comedia  | The Michael J. Fox Show | Nominado  | [ 126 ] |

### Premios del Sindicato de Actores
| Año  | Categoría                      | Trabajo Nominado | Resultado | Ref(s)  |
| ---- | ------------------------------ | ---------------- | --------- | ------- |
| 1999 | Mejor actor - Serie de comedia | Spin City        | Ganador   | [ 127 ] |
| 2000 | Mejor actor - Serie de comedia | Spin City        | Ganador   | [ 128 ] |

### Canadian Screen Awards
- Anteriormente llamados Premios Genie y Premios Gemini
  - 2000 Premio a la Trayectoria Premios Genie
  - 2000 Premio a la Trayectoria Premios Gemini

### Premios Genie
- Canadá, el equivalente en Estados Unidos los Premios Oscars.
- 2000 Premio a la Trayectoria Premios Genie.

### Premios Gemini
- Canadá, el equivalente en Estados Unidos los Premios Emmy.
- Nominado a Mejor actor - Serie de comedia por Family Ties.
- Nominado a Mejor actor - Serie de comedia por Spin City.
- 2000 Premio a la Trayectoria Premios Gemini

### Otros premios
Paseo de la Fama de Canadá
- 2000: Incluido en el paseo de la fama de Canadá[129]

Paseo de la Fama de Hollywood
- 2002: Estrella en el paseo de la fama – 7021 Hollywood Blvd.[130]

Premios Saturn
- 1985: Ganador, Mejor actor – Back to the Future[131]

Premios People's Choice
- 1997: Ganador, Mejor actor en una nueva serie de televisión[79]

Premios Satellite
- 1997: Nominado, Mejor Actor - Musical o Comedia – Spin City[132]
- 1998: Nominado, Mejor Actor - Musical o Comedia – Spin City[133]
- 1999: Nominado, Mejor Actor - Musical o Comedia – Spin City[134]

Grados honorarios
- 2008: Doctorado en Bellas Artes, honoris causa, Universidad de Nueva York[135]
- 2008: Doctorado en leyes, honoris causa, Universidad de Columbia Británica[136]
- 2010: Doctorado honoris causa, Instituto Karolinska[4]

Premios Grammy
- 2010: Ganador, Mejor álbum hablado – Always Looking Up: Adventures of An Incurable Optimist

Verleihung der Goldenen Kamera
- 2011: Goldene Kamera für Lebenswerk (Premio a la trayectoria), premio alemán al cine y la televisión.[138]

## Distinciones honoríficas
- Oficial de la Orden de Canadá (Ottawa, 27 de mayo de 2011).[139]
- Medalla Presidencial de la Libertad (Washington D. C., 4 de enero de 2025).[140]

## Libros
- Fox, Michael J. (2002). Lucky Man: A Memoir. New York: Hyperion. ISBN 978-078686764-6.
- Fox, Michael J. (2009). Always Looking Up: The adventures of an Incurable Optimist. New York: Hyperion. ISBN 978-140130338-9.
- Fox, Michael J. (2010). A Funny Thing Happened on the Way to the Future: Twists and Turns and Lessons Learned. New York: Hyperion. ISBN 978-140132386-8.